# Tōritenjō-ji

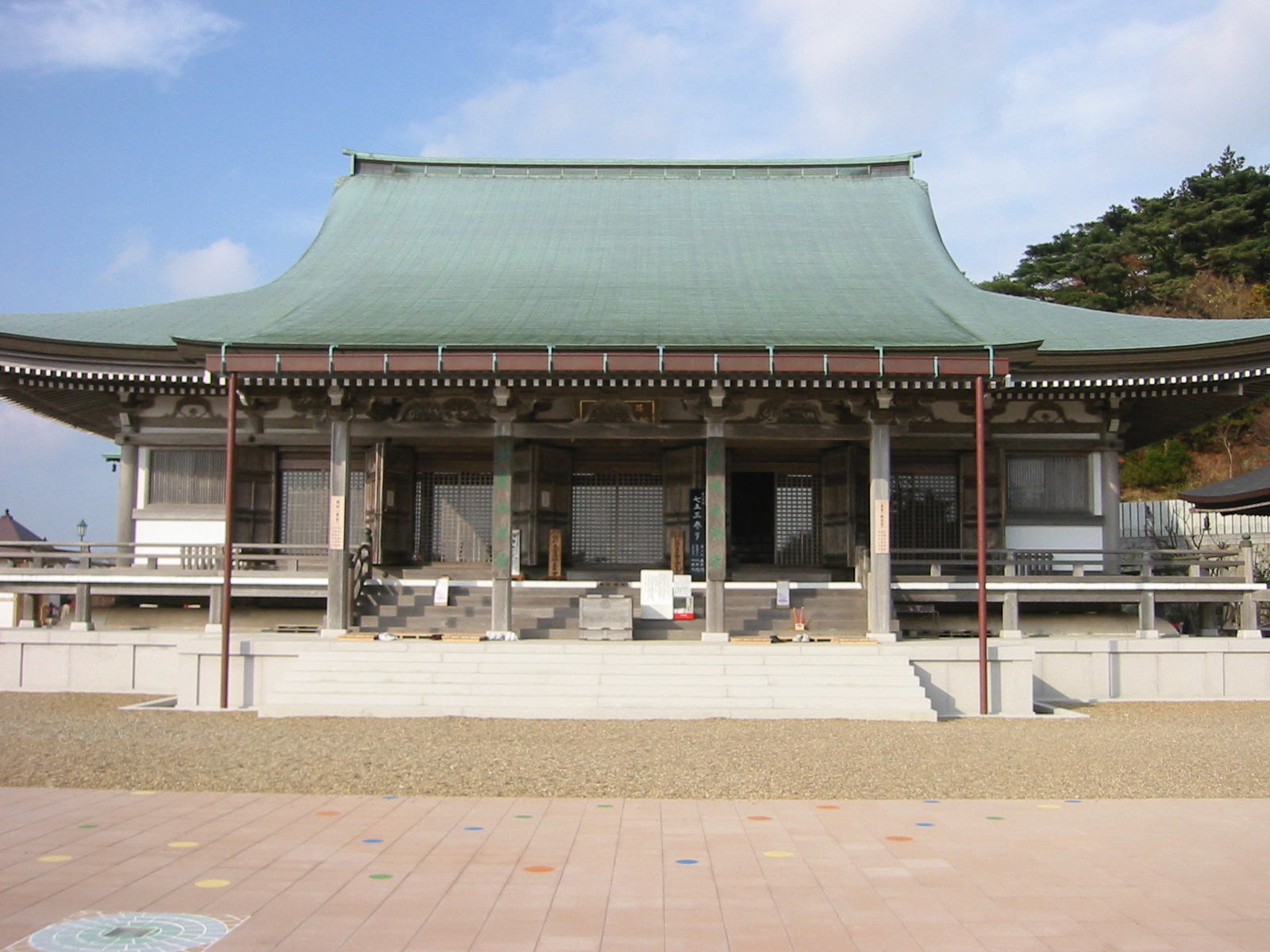
Haupthalle

Der Tōritenjō-ji (japanisch 忉利天上寺) ist ein Tempel der Shingon-Richtung des Buddhismus in den Bergen von Kōbe (Präfektur Hyōgo). Er ist der 22. Tempel des Neuen Saigoku-Pilgerwegs.

## Geschichte

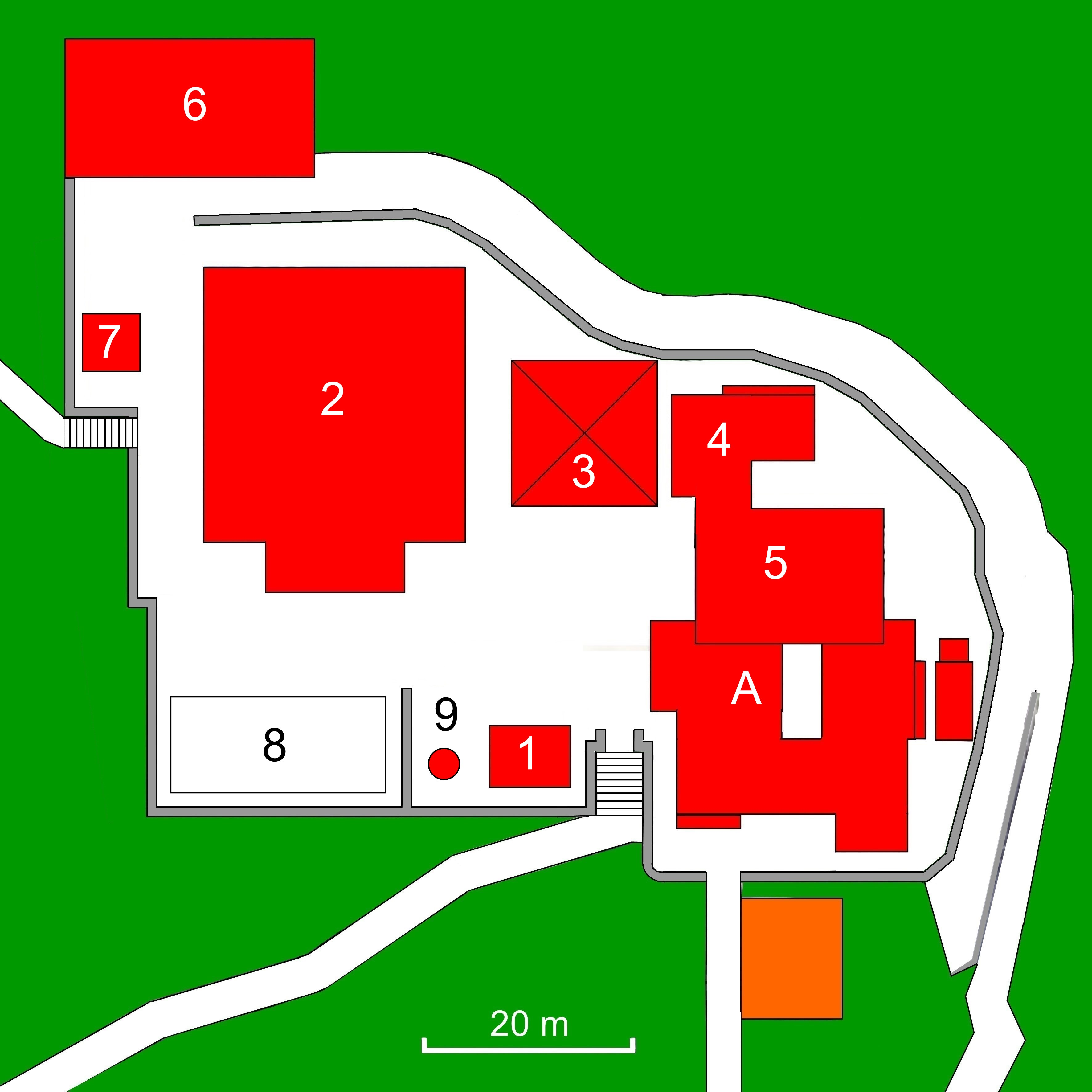
Plan des Tempels (s. Text)

Nach der Tempelüberlieferung hat der hochrangige indische Priester Hōdō Sennin (法道 仙人) im Jahr 646 den Tempel angelegt. Später hat Priester Kūkai nach seiner Rückkehr aus dem China der Tang-Zeit das von Kaiser Liang Wu Di hergestellte Bildnis der Maya, die Mutter Buddhas, das er von dort mitgebracht hatte, im Tempel aufgestellt. Da der Berg dem Berg Toriten in Indien ähnelt, wurde dieser Bergname übernommen.
1976 wurde der Tempel durch einen Brand vernichtet. Man baute dann den Tempel etwa 700 m nördlich wieder auf.

## Anlage
Am Fuße der Anhöhe steht das Westtor (西山門 Nishi Sanmon). Man steigt dann eine lange Treppe hinauf zur Tempelebene. Die letzte kurze Treppe führt am Glockenturm (鐘楼 Shōro; im Plan 1) vorbei. Schräg links voraus steht die Haupthalle (金堂 Kondō; 2), rechts daneben mit Pyramidendach folgt die Mana-bunin-Halle (摩那夫人堂; 3), also die Halle, in der die ursprüngliche Kultfigur Maya verehrt wird. Weiter rechts schließt sich der Studienbereich des Tempels an, das Shoin (書院; 4). Zwischen dem Shoin und dem Abtbereich (A) steht die Kinrin-Halle (金輪堂; 5).
Auf der anderen Seite finden wir am nördlichen Ende die Lehrhalle (密教学講伝所 Mikkyō gakkō denjo; 6), am Mauerrand den kleinen „Ein-Wunsch-Jizō-Pavillon“ (一願地蔵堂 Ichigan Jizōdō; 7) und vorne die Tanzfläche, die für rituelle Tänze vorgesehen ist, die (天空の大舞台 Tenkū no Daibutai; 8). Dieser Bereich ist am Hang auf Säulen errichtet. Neben dem Glockenturm hat man eine Statue (9) für den Tempelgründer Hōdō Sennin errichtet.

## Bilder

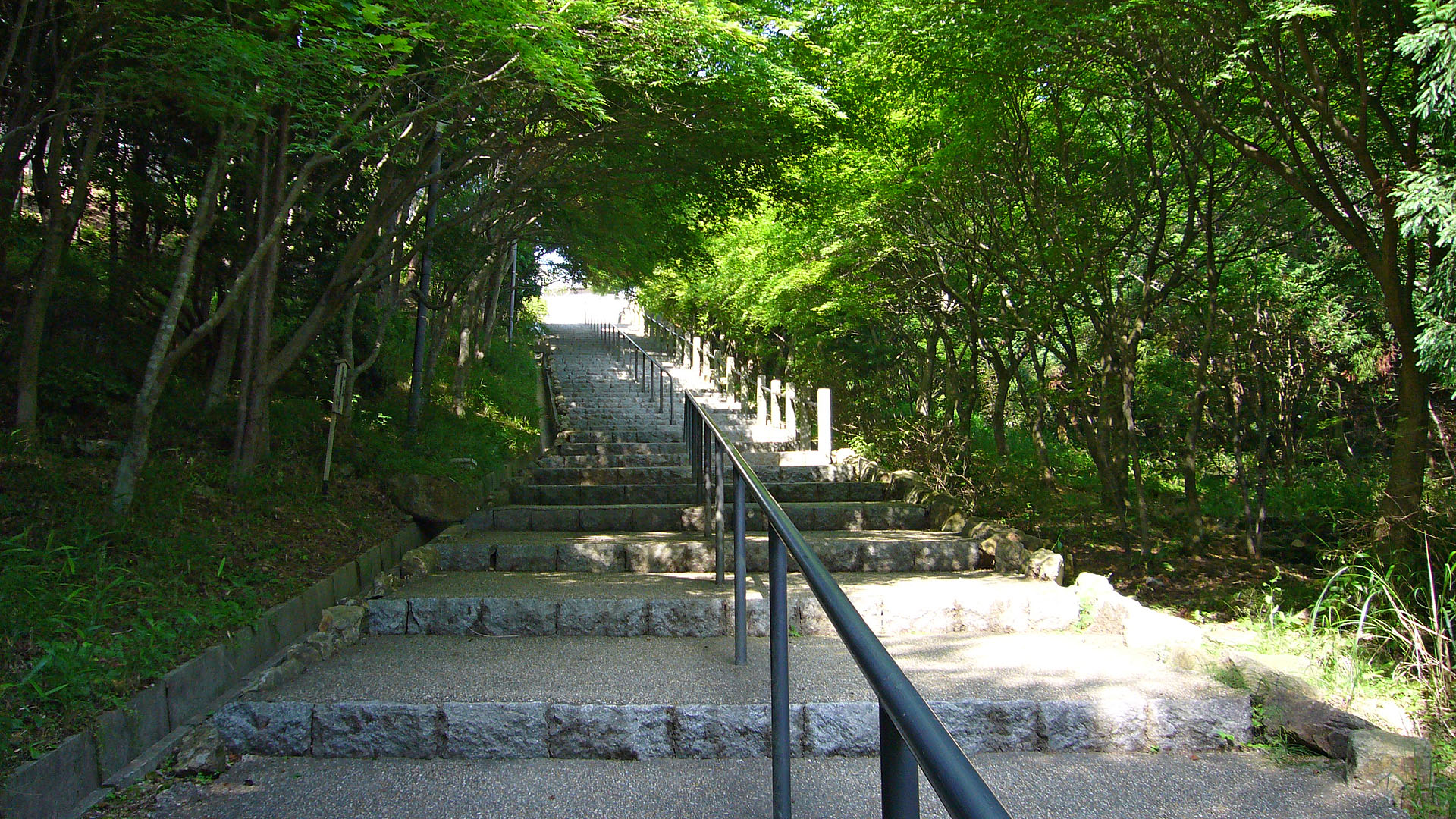
Treppe zum Tempel
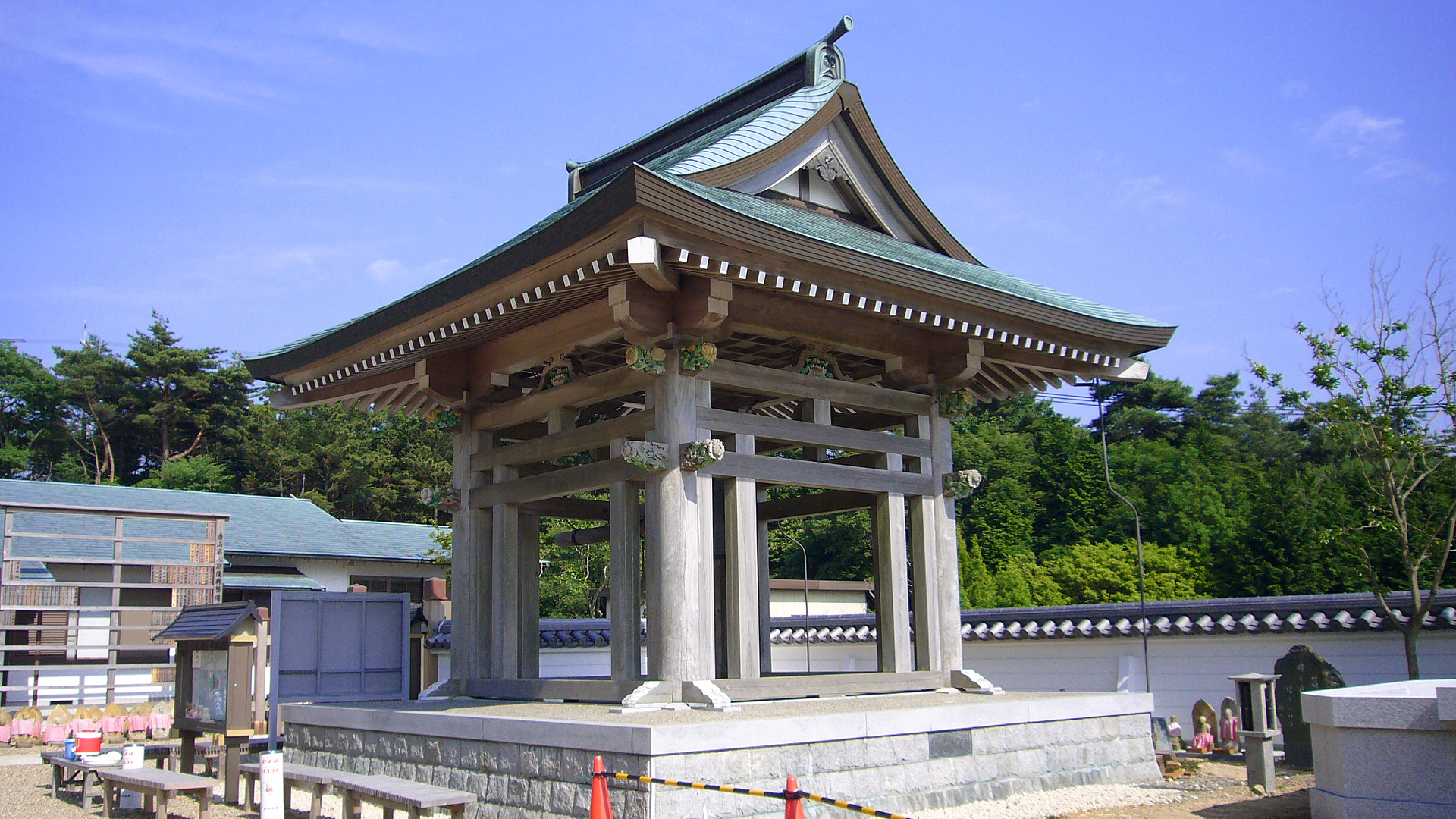
Glockenturm
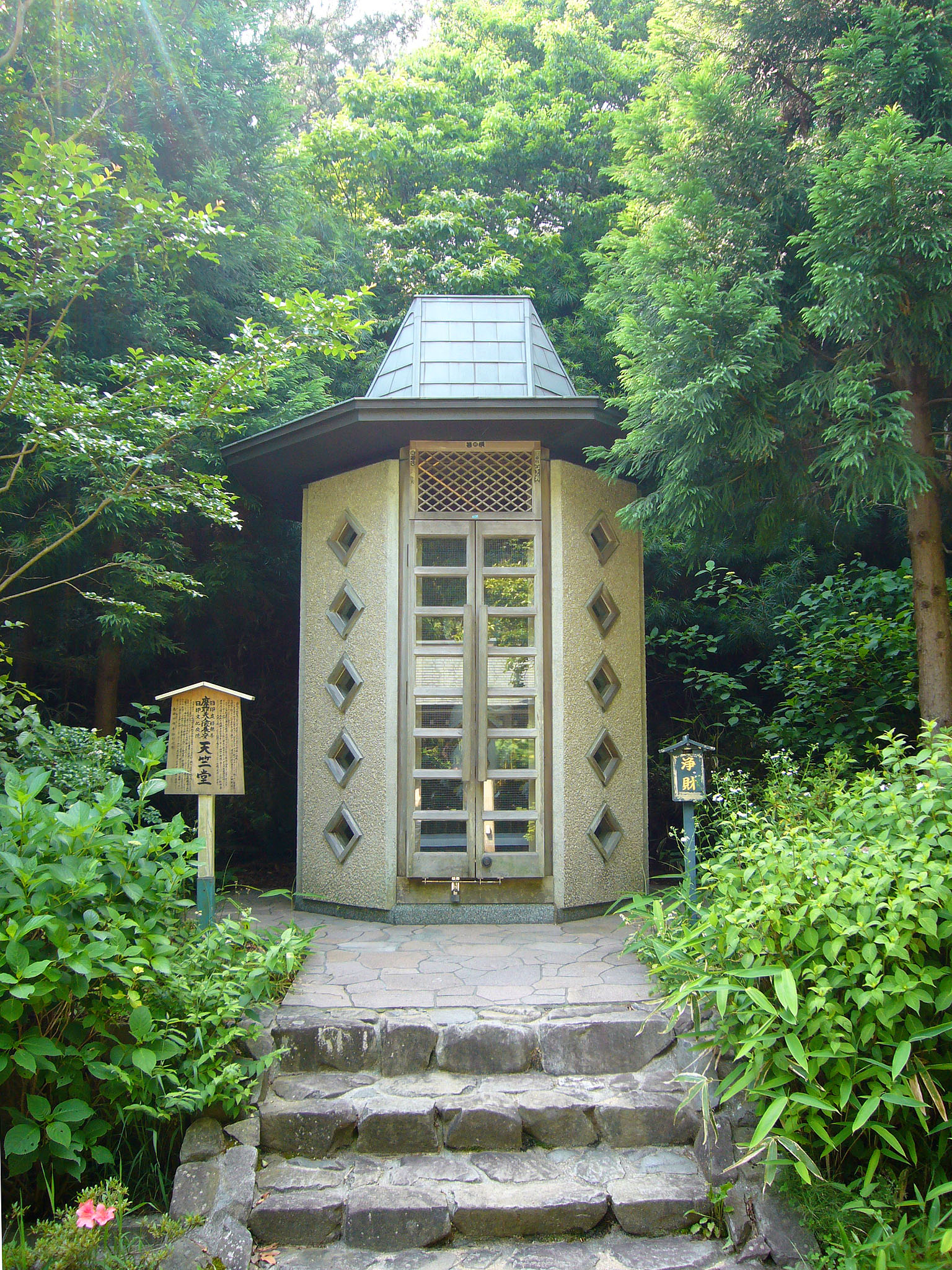
Tenjiku-Pavillon
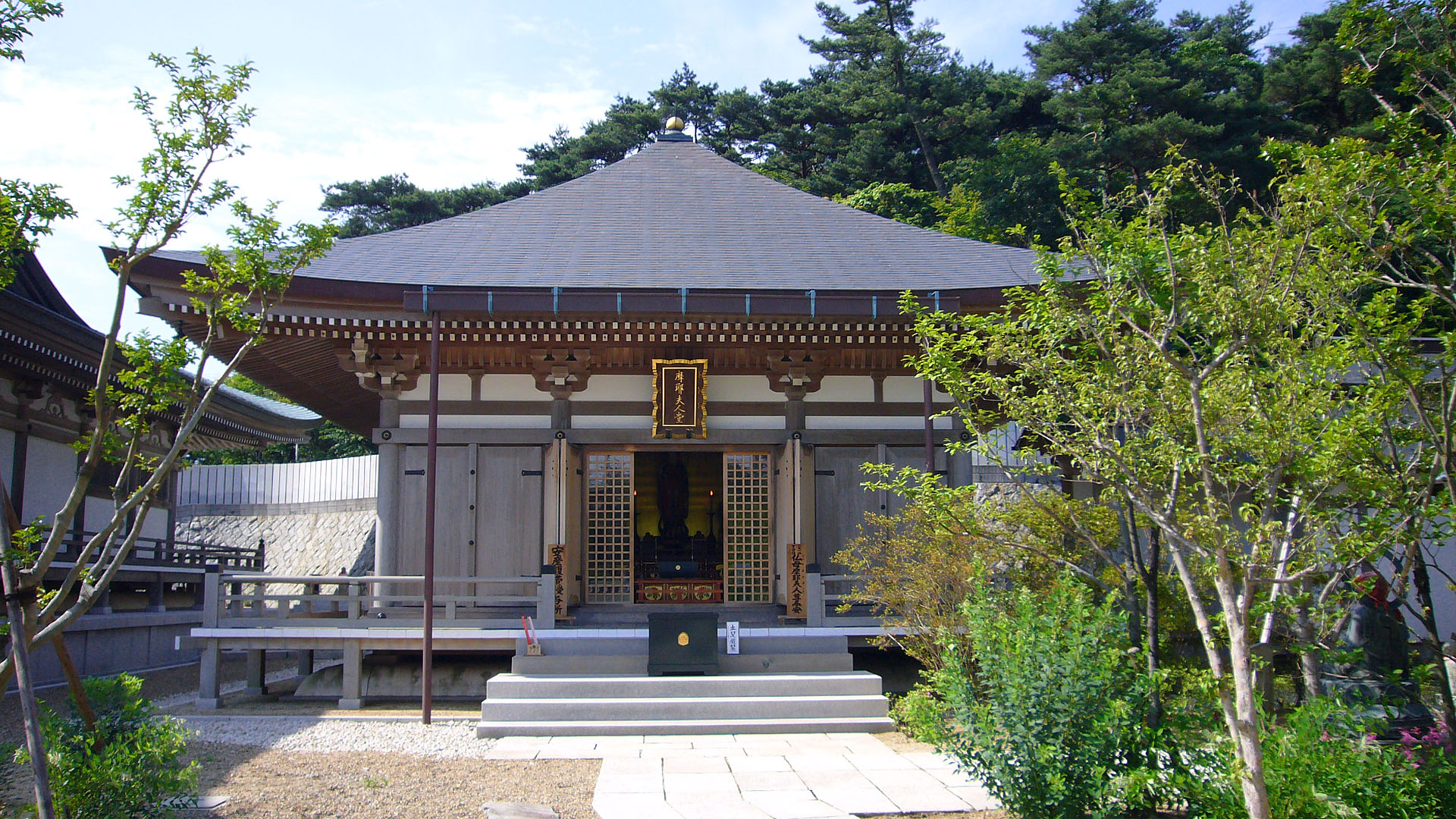
Mana-Halle